# Grass (Luxemburg)
Grass is een plaats in de gemeente Steinfort en het kanton Capellen in Luxemburg.
Grass telt 70 inwoners (2001).
Grass · Hagen · Kleinbettingen · Steinfort

Luxemburgse gemeenten · Kanton Capellen · Luxemburg